# تجربه کاربری
تجربهٔ کاربری (به انگلیسی: User Experience)، (به‌اختصار UX)، شامل رفتارها، نگرش‌ها و احساسات یک کاربر دربارهٔ استفاده از یک محصول، سامانه یا سرویس خاص است. تجربهٔ کاربری جنبه‌های کاربردی، تجربه شده، اثرگذار به صورت عاطفی، معنادار و ارزش‌مند تعامل انسان و رایانه و مالکیت محصول را در بر می‌گیرد.
برداشت یک فرد از جنبه‌های مختلف یک سامانه مانند سودمندی، کاربری آسان و کارایی نیز در گسترهٔ تجربه کاربری قرار می‌گیرد. به عبارت دیگر، تجربهٔ کاربری همان خاطره‌ای است که با استفاده از یک محصول، سامانه یا سرویس در ذهن کاربر نقش می‌بندد.
از آن جایی که تجربهٔ کاربری دربارهٔ ادراک‌ فردی و تفکراتی در رابطه با سامانه است، می‌تواند ماهیتاً تا حدی به عنوان یک امر ذهنی، نظری و درونی (سوبژکتیو) در نظر گرفته شود. همچنین تجربهٔ کاربری یک مفهوم پویا است که به طور مداوم در طول زمان با توجه به تغییرات در شرایط استفاده و نیز گسترش یافتن زمینه‌های کاربرد آن، تغییر می‌کند.

## تعریف‌ها
استاندارد بین‌المللی ارگونومی‌های تعامل انسان و سامانه (بخش ۲۱۰ از استاندارد ISO-9241)، تجربهٔ کاربری را «برداشت‌های یک فرد و واکنش‌هایی که از استفاده یا انتظار استفادهٔ وی از یک محصول، سامانه یا سرویس ناشی می‌شود» تعریف می‌کند. بنا به این تعریف، تجربهٔ کاربری تمام احساسات، باورها، اولویت‌ها، برداشت‌ها، واکنش‌های جسمی و روانی، رفتارها و دست‌آوردهای کاربران که پیش از استفاده، در حین استفاده و پس از استفاده رخ می‌دهد را شامل می‌شود. این استاندارد همچنین سه عامل سامانه، کاربر و زمینهٔ استفاده را عواملی می‌داند که تجربهٔ کاربری را تحت تأثیر قرار می‌دهند.
هم چنین SEO و UX وجه مشترک های بسیار بیشتر از آن چیزی که تصور می کنید، باهم دارند. به عنوان مثال، خوانا و روشن بودن، اطلاعات مفید و کاربردی با کلمات کلیدی و متن با کیفیت، کاربر پذیری و ساده بودن و ... از جمله اهداف اصلی SEO و UX هستند.
به عنوان مثال تصاویر همیشه باعث جذب مخاطب نمی شود. 
اگر تصاویر باکیفیت استفاده کنید ( خیلی برای سایت سنگین می شود) هم چنین برای سرعت لود سایت شما مضر است. و این موضوع باعث آسیب به هم بخش SEO میشود و هم UX، تجربه کاربری به صورت عمیقی با علم بازاریابی و روانشناسی گره خورده است.
علاوه بر استاندارد ISO، تعریف‌های متعدد دیگری برای تجربهٔ کاربری وجود دارد که برخی از آن‌ها به صورت دقیق‌تر مورد مطالعه قرار گرفته اند.

## تاریخچه
اصطلاح تجربهٔ کاربری توسط دونالد نورمن در اواسط دهه‌ی ۱۹۹۰ ابداع شد و کاربرد گستره‌تری پیدا کرد.
توسعه‌های اولیه در زمینه تجربه کاربری به دوران عصر ماشین (Machine Age)، که شامل قرن 19 و اوایل قرن 20 می‌شود، بازمی‌گردد. الهام گرفته از چارچوب فکری عصر ماشین، تلاش برای بهبود فرآیندهای مونتاژ به منظور افزایش کارایی تولید و خروجی، منجر به توسعه پیشرفت‌های فناورانه اصلی شد؛ از جمله تولید انبوه کالاهای با حجم بالا در خطوط مونتاژ متحرک، چاپگرهای سریع، نیروگاه‌های برق بزرگ تولید انرژی آبی، و فناوری رادیو، به عنوان چند نمونه.
فردریک وینسلو تیلور و هنری فورد به جستجوی راه‌های جدید برای افزایش کارایی و بهره‌وری انسان در فعالیت‌های تولید بودند. تحقیقات نخستین فردریک تیلور در زمینه کارایی تعاملات بین کارگران و ابزارهای آن‌ها، نمونه اولیه‌ای است که به اصول تجربه کاربری امروزی شباهت دارد.
در دهه ۱۹۹۰، دونالد نورمن واژه "تجربه کاربری" را به دانش عمومی معرفی کرد. او هرگز نخواسته بود که اصطلاح "تجربه کاربری" فقط برای جنبه‌های احساسی استفاده می‌شود. مروری بر کارهای اولیه او نشان می‌دهد که اصطلاح "تجربه کاربری" برای نشان دادن یک شیفت برای اضافه کردن عوامل احساسی به همراه نگرانی‌های رفتاری پیش‌نیاز استفاده می‌شد، که به طور سنتی در این زمینه مدنظر قرار گرفته بود. در یک مصاحبه در سال ۲۰۰۷، نورمن در مورد استفاده گسترده از اصطلاح "تجربه کاربری" و معنای دقیق آن صحبت کرد.
چندین توسعه بر روی جلوه‌گری تجربه کاربری تأثیر گذاشت:
1. پیشرفت‌های اخیر در فناوری‌های موبایل، همه‌جا حضوری، شبکه‌های اجتماعی و واسط‌های کاربری قابل لمس به تحرک تعامل انسان-کامپیوتر در تقریباً همه زمینه‌های فعالیت انسان منتقل کرده‌اند. این منجر به یک جابه‌جایی از مهندسی استفاده‌پذیری به یک دامنه غنی‌تر از تجربه کاربری شده است، جایی که احساسات، انگیزش‌ها و ارزش‌های کاربران به همان اندازه، یا حتی بیشتر، توجه می‌شود تا کارایی، کارآمدی و رضایت ذهنی اساسی (به عبارتی، سه معیار سنتی کاربردپذیری)[۹][۱۰].
2. در طراحی وب‌سایت، ترکیب منافع افراد مختلف از جمله بازاریابی، برندینگ، طراحی تصویری و کاربردپذیری امری حیاتی بود. افراد بازاریابی و برندینگ باید وارد دنیای تعاملی شوند که در آن استفاده‌پذیری اهمیت دارد. افراد استفاده‌پذیری باید در طراحی و پشتیبانی وب سایت‌ نیازهای بازاریابی، برندینگ و زیبایی را در نظر بگیرند. تجربه کاربری یک پلتفرم فراهم کرد تا منافع همه ارکان پوشش داده شود: ساخت وب‌سایت‌ها را آسان، ارزشمند و مؤثر برای بازدیدکنندگان کند. به همین دلیل چندین نشریه اولیه تجربه کاربری بر تجربه کاربری وب‌سایت تمرکز داشتند.[۱۱][۱۲][۱۳][۱۴]

### حوزه تجربه کاربری
حوزه تجربه کاربری یک گسترش و توسعه از حوزه استفاده‌پذیری است تا شامل دیدگاه کلی درباره احساسات یک فرد در استفاده از یک سامانه شود. تمرکز بر روی لذت، ارزش و همچنین عملکرد است. تعریف دقیق، چارچوب و عناصر تجربه کاربری هنوز در حال تکامل است.
تجربه کاربری یک محصول تعاملی یا یک وب سایت معمولاً با استفاده از چندین روش اندازه‌گیری مانند پرسش‌نامه، گروه‌های تمرکز، آزمایش‌های مشاهده‌ای استفاده‌پذیری، نقشه‌برداری مسیر کاربر و روش‌های دیگر اندازه‌گیری می‌شود. یک پرسش‌نامه آزاد (به چندین زبان) با عنوان "پرسشنامه تجربه کاربری" (UEQ) وجود دارد. توسعه و اعتبارسنجی این پرسش‌نامه در یک مقاله علمی در زمینه علوم کامپیوتر در سال 2008 توضیح داده شده است.
ارتقاء سطوح بالاتر تجربه کاربری به افزایش کارایی مداخلات سلامت دیجیتال در جهت بهبود فعالیت‌های فیزیکی، تغذیه، سلامت روان و ترک افزوده شده‌اند.
Google Ngram Viewer نشان می‌دهد که استفاده گسترده از این اصطلاح از دهه 1930 میلادی آغاز شده است. "او پیشنهاد کرد که بیشتر پیگیری‌ها در این زمینه توسط کاربر خوش آمدیده می‌شود و این می‌تواند یک وسیله برای دربرگیری نتایج تجربه کاربر در طراحی ماشین‌های جدید باشد." استفاده از این اصطلاح در ارتباط با نرم‌افزار کامپیوتر هم پیش از نورمن رخ داده است.

## تأثیرات بر تجربه کاربری
بسیاری از عوامل می‌توانند بر تجربه کاربری با یک سامانه تأثیر بگذارند. برای مدیریت این تنوع، عوامل مؤثر بر تجربه کاربری را می‌توان به سه دسته اصلی طبقه‌بندی کرد: وضعیت و تجربه‌ی قبلی کاربر، خصوصیات سامانه و سیاق استفاده (شرایط) . درک کاربران نماینده، محیط‌های کاری، تعاملات و واکنش‌های عاطفی در طراحی سامانه در زمینهٔ طراحی تجربه کاربری مفید است.

## احساس لحظه‌ای یا تجربه کلی کاربر
تجربیات تکی، تجربه کلی کاربر را تحت تأثیر قرار می‌دهند: تجربه کلیک کلیدی بر تجربه تایپ کردن پیام متنی، تجربه تایپ پیام بر تجربه پیام‌رسانی متنی، و تجربه پیام‌رسانی متنی بر تجربه کلی کاربر با گوشی تأثیر می‌گذارد. تجربه کلی کاربر به سادگی جمع تجربیات کوچک تعاملی نیست، زیرا برخی از تجربیات به مراتب برجسته‌تر هستند. تجربه کلی کاربر همچنین تحت تأثیر عوامل خارج از قسمت واقعی تعامل است: برند، قیمت‌گذاری، نظرات دوستان، گزارش‌ها در رسانه‌ها و غیره.
یک شاخه در تحقیقات تجربه کاربر بر روی احساسات تمرکز دارد. این شاخه شامل تجربیات لحظه‌ای در طول تعامل است: طراحی تعامل احساسی و ارزیابی احساسات. شاخه دیگر علاقه‌مند به درک رابطهٔ بلندمدت بین تجربه کاربر و ارزیابی محصول است. صنعت تجربه کلی کاربر مطلوب با محصولات یک شرکت را به عنوان حیاتی برای تضمین وفاداری به برند و افزایش رشد مشتریان می‌بیند. تمام سطوح زمانی تجربه کاربر (لحظه‌ای، گروهی، و بلندمدت) مهم هستند، اما روش‌های طراحی و ارزیابی این سطوح می‌تواند بسیار متفاوت باشد.

## تجربه توسعه‌دهنده
تجربه توسعه‌دهنده (DX) تجربه کاربری از دیدگاه یک توسعه‌دهنده است. این تجربه توسعه‌دهنده توسط ابزارها، فرآیندها، و نرم‌افزارهایی تعریف می‌شود که یک توسعه‌دهنده هنگام تعامل با یک محصول یا سیستم در حال تولید محصول دیگری استفاده می‌کند، مانند در توسعه نرم‌افزار. تجربه توسعه‌دهنده به ویژه در کسب‌وکارهایی که اصلی‌ترین خدمات آن‌ها نرم‌افزار به عنوان خدمت را به سایر کسب‌وکارها ارائه می‌دهند، که در آنجا آسانی استفاده یک تفاوت کلیدی در بازار است، توجه بیشتری به خود جلب کرده است.